# Distrito de Likoma
El distrito de Likoma es uno de los veintisiete distritos de Malaui y uno de los seis de la región del Norte. Cubre un área de 18 km² y alberga una población de 14 527 personas. El territorio está formado por dos islas principales y algunas islas e islotes menores en el Lago Malaui, pero rodeadas por aguas territoriales de Mozambique, lo que convierte a este distrito en un enclave. La capital es Likoma.